# Rivière Le Moyne
Pour les articles homonymes, voir Lemoyne.
La rivière Le Moyne coule généralement vers le sud, sur la rive nord du fleuve Saint-Laurent, dans la municipalité de Château-Richer, dans la municipalité régionale de comté (MRC) de La Côte-de-Beaupré dans la région administrative de la Capitale-Nationale, dans la province de Québec, au Canada.
La partie inférieure de cette petite vallée est desservie par l'avenue Royale (route 360) et la route 138 qui longe la rive nord du fleuve Saint-Laurent. Le chemin de la Mine, la montée des Hirondelles et la montée des Chênes desservent la partie intermédiaire jusqu'au pied de la moraine. La partie supérieure comporte un relief montagneux et est accessible quelques routes forestières secondaires dont le chemin Beauséjour. La sylviculture constitue la principale activité économique de cette vallée ; l'agriculture (partie inférieure) en second.
La surface de la rivière Le Moyne est généralement gelée du début de décembre jusqu'à la fin de mars ; toutefois la circulation sécuritaire sur la glace se fait généralement de la mi-décembre à la mi-mars. Le niveau de l'eau de la rivière varie selon les saisons et les précipitations ; la crue printanière survient en mars ou avril.

## Géographie
La rivière Le Moyne prend naissance à la confluence de deux ruisseaux dans les montagnes à l'arrière de la Côte-de-Beaupré, dans Château-Richer. Cette source est située à 1,5 km à l'ouest du cours de la rivière du Sault à la Puce, à 5,8 km au nord-ouest de l'embouchure de la rivière Le Moyne et à 4,2 km au nord-ouest de l'estuaire fluvial du Saint-Laurent.
À partir de cette source, le cours de la rivière Le Moyne descend sur 7,6 km, avec une dénivellation de 291 m, selon les segments suivants :
- 2,1 km vers le sud-est en zone forestière, jusqu'à un coude de rivière correspondant à un ruisseau (venant du nord) ;
- 2,3 km vers le sud sur le plateau Laurentien, jusqu'à un ruisseau (venant du nord-ouest) ;
- 1,3 km avec une dénivellation de 117 m, d'abord vers le sud jusqu'à un coude de rivière, puis vers le nord-est en descendant rapidement la moraine, et finalement vers le sud-est en passant dans le hameau Plage-Rhéaume et en traversant un petit lac (longueur : 0,2 km ; altitude : 68 m) jusqu'à son embouchure ;
- 1,7 km vers le sud-est en zone agricole en passant sous les fils à haute tension d'Hydro-Québec, en formant un S et en passant entre le village Laverdière (situé du côté nord) et le hameau Le Moyne (situé du côté sud), jusqu'à la route 138 ;
- 0,24 km vers le sud-est en zone agricole jusqu'à son embouchure[2].

La rivière Le Moyne se déverse dans Château-Richer dans une petite baie sur la rive nord-ouest du fleuve Saint-Laurent. Cette baie fait face à la pointe nord de l'Île d'Orléans laquelle est distante de 2,3 km par le Chenal de l'Île d'Orléans. Cette embouchure est située entre le hameau Le Moyne (situé du côté sud) et le village de Laverdière. Cette confluence est située à 5,4 km au nord du centre du village de L'Ange-Gardien, à 2,3 km au sud du centre de Château-Richer et à 10,5 km au nord du pont reliant l'Île d'Orléans à L'Ange-Gardien.

## Toponymie
Le nom évoque l'explorateur Pierre LeMoyne d'Iberville.
Le toponyme Rivière Lemoyne a été officialisé le 5 décembre 1968 à la Banque des noms de lieux de la Commission de toponymie du Québec.